# Philippe Dehennin
Philippe Dehennin (Tienen, 20 augustus 1955) is een Belgisch bedrijfsleider. Hij werkte bijna 30 jaar voor BMW.

## Levensloop
Philippe Dehennin liep school aan het Collège Saint-Benoît in Maredsous en studeerde Business Administration aan de George Washington-universiteit in Washington D.C. in in de Verenigde Staten. In 1984 behaalde hij een bijkomende Executive Master in Management aan de Solvay Brussels School of Economics and Management.
Van 1979 tot 1987 werkte hij bij Inchcape, de Europese distributeur van onder meer Toyota, Daihatsu en Rolls-Royce. Hij beëindigde er zijn carrière als directeur van Toyota Griekenland. Vervolgens ging hij als bestuurder en algemeen commercieel directeur de slag bij BMW Group Belux, waar hij in 2001 president en CEO werd. In 2009 werd Dehennin voorzitter van het directiecomité van BMW Group France en van 2012 tot 2016 stond hij aan het hoofd van de Zwitserse afdeling van BMW.
Van 2017 tot 2023 was hij voorzitter van Febiac, de federatie van de bedrijven van de Belgische auto- en tweewielerindustrie. Tijdens zijn periode als voorzitter werd twee keer het Autosalon, de voornaamste bron van inkomsten van de federatie, geannuleerd vanwege de coronapandemie. Dit had tot gevolg dat de helft van het personeel moest worden ontslagen.

## Onderscheiding
- 2019 - Life time achievement award (link2fleet)[6]